# Корменбёф, Жоэль
Жоэль Корменбёф (фр. Joël Corminbœuf; род. 16 марта 1964, Домдидьер) — швейцарский футболист, выступавший на позиции вратарь.

## Клубная карьера
Профессиональную карьеру начал в 1985 выступлениями за клуб «Ксамакс», в которой провел шесть сезонов, приняв участие в 85 матчах чемпионата. В 1987 и 1988 годах помог команде выигрывать национальный чемпионат. После непродолжительного пребывания в «Цюрихе» в 1991 году еще на два сезона вернулся в «Ксамакс».
В 1993 стал игроком французского «Страсбура». После сезона во Франции снова вернулся в «Ксамакс», за который отыграл еще пять сезонов и завершил карьеру в 1999 году.

## Карьера за сборную
27 апреля 1988 года дебютировал за национальную сборную Швейцарии в товарищеском матче против сборной ФРГ (0:1). Был включён в состав на чемпионат Европы 1996 в Англии, где был дублёром Марко Пасколо и все матчи провёл на скамейке запасных. Всего Корменбёф за сборную сыграл 8 матчей и пропустил 9 голов.

## Достижения

### «Ксамакс»
- Чемпион Швейцарии: 1986/87, 1987/88
- Обладатель Суперкубка Швейцарии: 1987, 1988[3]